# 中華民國—挪威關係
中華民國與挪威王國於1913—1950年有官方外交關係，斷交後直至1980年代，於對方首都互設具大使館功能的代表機構，但挪威方面已於2004年關閉，而中華民國方面則在2017年關閉，目前對挪威的相關事務由駐瑞典臺北代表團兼轄。

## 政治

### 外交

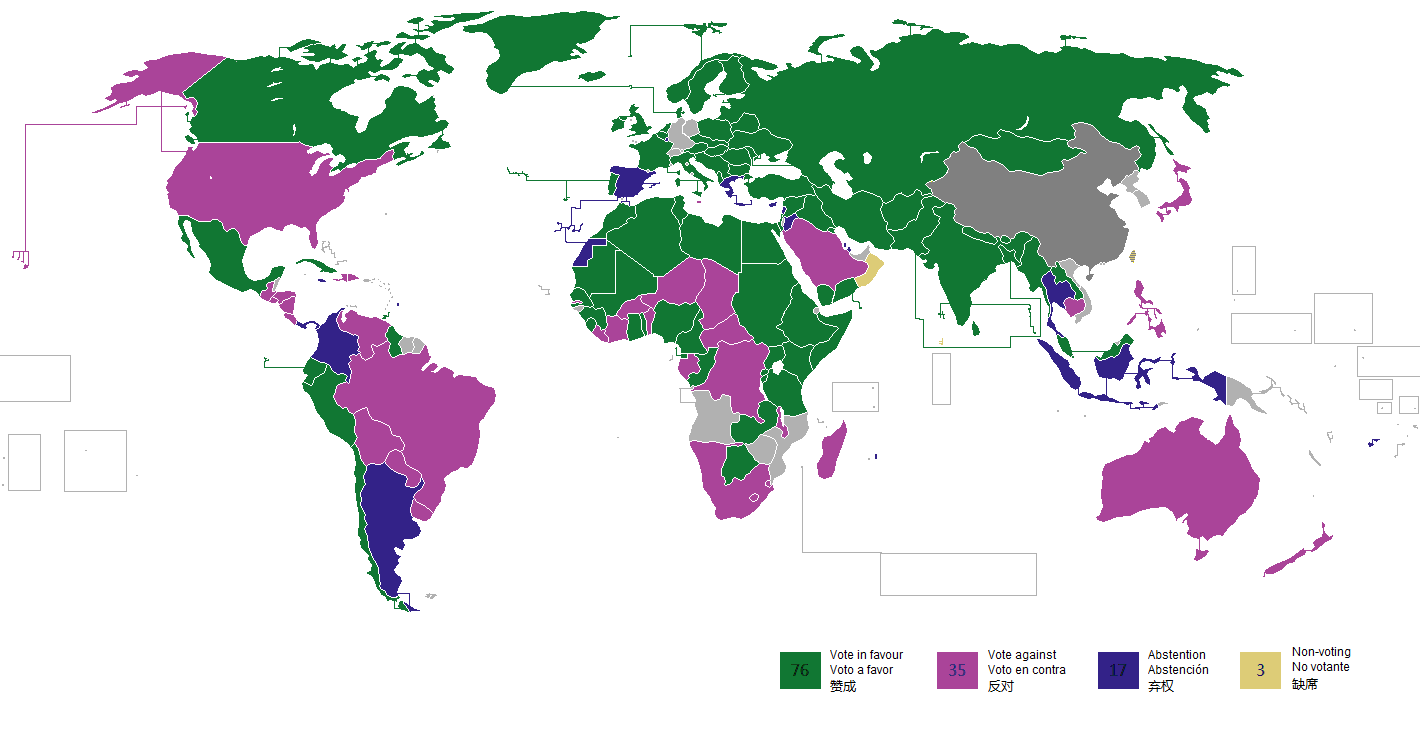
綠色國家表示在1971年的投票中反對中華民國續留聯合國，即《聯合國大會2758號決議》，其中包括挪威。

1913年10月8日，挪威外交承認中華民國北洋政府。
1920年5月27日，建立公使級外交關係。於首都奧斯陸設立中華民國駐挪威王國公使館，並互派公使，中華民國公使由駐瑞典公使兼任，挪威公使由駐日本公使兼任。挪威則未設公使館，由駐滬總領事兼任駐華臨時代辦。
1928年11月12日，隨著國民革命軍北伐接近尾聲，挪威外交承認中華民國國民政府。
1940年8月1日，中華民國公使館因納粹德國佔領挪威而閉館。10月18日，於首都重慶籌設挪威王國駐中華民國公使館。
1943年7月17日，升格為大使級外交關係。兩國公使館升格為大使館，並互派大使。中華民國大使館原設於英國首都倫敦，1945年9月25日，納粹德國投降後遷回挪威。挪威大使由原公使赫賽爾升任。
1949年，中華民國政府遷台後，兩國繼續維持邦交。
1950年1月7日，與中華民國斷交，1月14日，關閉駐挪威大使館。
1950年11月30日，挪威在聯合國安全理事會上否決中共代表伍修權等提出之「美國侵略台灣案」。
1980年8月26日，於首都奧斯陸設立具大使館功能的駐挪威台北商務處（Taipei Trade Center）。1992年12月17日，更名為駐挪威臺北經濟文化辦事處（Taipei Economic and Cultural Office）。1999年10月16日，再更名為駐挪威台北代表處（Taipei Representative Office in Norway）。2017年9月30日，代表處暫停運作，由駐瑞典臺北代表團兼轄。
1989年10月23日，在首都台北設立類似功能的挪威商務臺北辦事處（Norwegian Trade Office, Taipei）。1992年11月，更名為挪威貿易委員會台北辦事處（Norwegian Trade Council）。1994年1月獲授權簽發赴挪威觀光簽證，1997年7月將簽發地點改為台北，並直接將簽證貼於中華民國護照內頁。2002年6月，因經費關係精簡人事，撤回辦事處的挪威籍人員，業務並改由駐東京大使館督導。2004年1月1日，辦事處關閉，原挪威簽證業務轉移至駐臺北的丹麥商務辦事處。
2016年1月，挪威重申「一个中国」原则，对于台湾的国籍登记一律标示「Kina」。挪威外交部發言人表示「挪威政府立場很清楚，對於一中政策並沒有改變，挪威也不承認台灣（There is no change in Norway's One China Policy. Norway do not recognize Taiwan）。」中華民國外交部發言人則表示「對於挪威政府不當登錄我國人國籍情況，我駐挪威代表處將持續積極進洽挪威政府正視改善。」2017年3月，台灣留學生向挪威移民局提起訴願，挪威政府最後以「此一註記並未對當事人在挪威的權利和義務造成影響」為由駁回。因此，這些留學生決定聯合在挪威居留的台灣人一起對挪威政府提起訴訟。「在挪台灣人國籍正名運動」募集322萬新台幣（約10萬8千美元），於2019年8月向奧斯陸地方法院提出告訴，2020年5月一審敗訴，原告表示將上訴，最終目標是上訴至歐洲人權法院。雖判決書未承認台灣公民身份，但內容強調「並不表示挪威缺乏對台灣人的種族身份認同，挪威政府承認台灣人對於台灣在地理上、情感上和其他關乎種族方面的歸屬感。」2020年11月，挪威最高法院以上訴顯無理由，予以駁回。中華民國外交部表示，對此判決表達高度遺憾，已交由兼轄挪威的駐瑞典臺北代表團向挪威政府表示抗議。「在挪台灣人國籍正名運動」於2021年5月9日向歐洲人權法院提起上訴。同年7月29日，歐洲人權法院驳回在挪台灣人的上訴。

#### 人員互訪（1996年至今）
僅列舉部分名單：
中華民國：司法院副院長謝在全、經濟部長王志剛、交通部長蔡堆、教育部長杜正勝、外交部常務次長史亞平、國家科學委員會主任委員魏哲和、李羅權、朱敬一、勞工委員會主任委員盧天麟、僑務委員會委員長張富美、主計處主計長韋端、人事行政局長李逸洋、經濟部國際貿易局長陳瑞隆、工業技術研究院長徐爵民、彰化縣長卓伯源、南投縣長林明溱。
挪威：前國會議長本柯、國會副議長隆寧、研究院長韓伯樂、諾貝爾研究所研究部主任文安立、貿易理事會理事長海貝格、奧斯陸商會長（Lars Kåre Legernes）。

## 經濟

### 貿易
| 年分 | 貿易總額    | 貿易總額 | 貿易總額 | 出口至挪威  | 出口至挪威 | 出口至挪威 | 自挪威進口  | 自挪威進口 | 自挪威進口 | 順逆差 |
| 年分 | 金額        | 年增減   | 排名     | 金額        | 年增減     | 排名       | 金額        | 年增減     | 排名       | 順逆差 |
| ---- | ----------- | -------- | -------- | ----------- | ---------- | ---------- | ----------- | ---------- | ---------- | ------ |
| 2017 | 459,840,743 | ▼8.4%    | 56       | 172,526,380 | ▲3.0%      | 55         | 287,314,363 | ▼14.2%     | 46         | 逆差▼  |
| 2018 | 457,995,751 | ▼0.4%    | 55       | 182,765,318 | ▲5.9%      | 56         | 275,230,433 | ▼4.2%      | 52         | 逆差▼  |
| 2019 | 487,621,350 | ▲6.5%    | 51       | 187,037,049 | ▲2.3%      | 54         | 300,584,301 | ▲9.2%      | 44         | 逆差▲  |
| 2020 | 426,259,696 | ▼12.6%   | 55       | 158,194,717 | ▼15.4%     | 53         | 268,064,979 | ▼10.8%     | 50         | 逆差▼  |
| 2021 | 722,635,965 | ▲69.5%   | 54       | 223,206,593 | ▲41.1%     | 53         | 499,429,372 | ▲86.3%     | 45         | 逆差▲  |
| 2022 | 751,037,216 | ▲3.9%    | 54       | 249,087,921 | ▲11.6%     | 54         | 501,949,295 | ▲0.5%      | 46         | 逆差▼  |
| 2023 | 588,013,519 | ▼21.7%   | 51       | 199,651,158 | ▼19.8%     | 54         | 388,362,361 | ▼22.6%     | 46         | 逆差▼  |
| 2024 | 557,270,241 | ▼5.2%    | 51       | 195,994,291 | ▼1.8%      | 48         | 361,275,950 | ▼7.0%      | 46         | 逆差▼  |

2023年的兩國貿易項目如下：
出口至挪威的前10大項目為：電話機（包括智能手机），以及其他傳輸或接收聲音、圖像之有線或无线网络通訊器具；特定用途機器之零件與附件；不鏽鋼扁軋製品；自動資料處理機、磁性或光學閱讀機；非動力之兩輪與其他腳踏車；機器腳踏車與腳踏車裝有輔助動力者、邊車；鋼鐵製螺釘、螺栓、螺帽、螺旋鈎、車用螺釘、鉚釘、橫梢、開口梢、墊圈與類似製品；印刷電路；一般或競技運動、戶外遊戲用物品與設備、游泳池與袖珍游泳池；車輛之零件與附件等。
自挪威進口的前10大項目為：生鮮或冷藏魚；合金鐵；冷凍魚；未經塑性加工镍；其他船隻（包括軍用艦艇與救生艇），不包括划槳船；放射性化學元素與放射性同位素及其化合物、混合物與殘渣物；水路、海洋、水文、氣象或地球物理測量用儀器與用具，以及測距儀器；內科、外科、牙科或兽医用儀器與用具；升降、搬運、裝卸機器；電話機（包括智能手机），以及其他傳輸或接收聲音、圖像之有線或无线网络通訊器具等。

### 投資
根據中華民國經濟部投資審議司統計，截至2021年，臺商對挪威的總投資金額為614萬美元，計有4件，目前已成立挪威臺灣商會；挪威對臺灣的總投資金額為942.9萬美元，計有56件。
2023年2月，挪威主權基金公布2022年整體投資狀況，其中有兩家被認為是「台灣最高純度軍工股」企業的全訊科技（Transcom, Inc.）以及漢翔航空工業，分別持股2.58%（第3大股东）以及2.49%（前5大股東）。

### 會展
2010年10月，舉辦第1屆臺挪經濟合作會議。2014年5月、2015年9月，舉辦第2、3屆會議。第4屆會議因奧斯陸商會的預算問題，且招商不足，未能舉辦。

### 犯罪事件
2016年1月，國際詐騙集團利用2家在台灣的銀行開設OBU（Offshore Banking Unit，境外銀行）人頭帳戶，再入侵挪威的被害公司電腦，假冒公司CEO（執行長），發電子郵件給會計部門行騙，謊稱要求匯款給客戶，其中有家挪威公司被詐騙5,000萬歐元。其公司事後向中華民國警方報案，並協請攔阻詐騙款項，經調查，這些匯入的款項當天便遭轉走，難追其下落。

## 交流

### 僑民
在挪威的臺灣移民為數不多，僅約百餘人。資深僑民大多經營中小型餐飲業、雜貨小店，或任職於挪威公司。僑民的第二代接受當地教育，多自行創業或朝專業領域發展。新到移民則多傾向先取得當地學歷，然後求職或自行創業，現在已有少數的個人公司，從事旅遊業、貿易產業顧問等。

### 學術
2012年10月，國立臺北大學與奧斯陸大學合辦第1屆臺挪社會論壇。
2016年，有6名挪威籍人士獲核發中華民國教育部的華語文獎學金。
2021年8月，國立中央大學北極探索隊首次以臺灣團隊的方式進入北極圈，在挪威的斯瓦巴群島展開海陸聯合的跨領域整合性研究。2022年6月，由國立中央大學、國家海洋研究院與波蘭托倫哥白尼大學共同合作的首座臺灣極地研究站，在斯瓦巴群島揭牌成立。2023年8月，計畫於當地設置國立中央大學立方衛星接收站。

### 其他
2008年，台灣自挪威引進導盲犬，挪威導盲犬學校並捐贈訓育率100%的導盲種犬，以協助台灣導盲犬協會培育種犬。
2011年8月，駐挪威台北代表處舉辦第1屆台灣電影節。
2012年12月，挪威臺灣之友協會成立。

## 協定
| 日期           | 簽署                                                                                 | 備註         |
| -------------- | ------------------------------------------------------------------------------------ | ------------ |
| 1928年11月12日 | 《中那關稅條約》                                                                     | 條約稱呼那威 |
| 1943年11月10日 | 《中那為廢除在中國治外法權及處理有關事件條約》                                       |              |
| 1991年6月7日   | 《駐挪威台北商務處與挪威貿易理事會間關於互免海運事業所得稅議定書》                   |              |
| 1993年9月27日  | 《台北國家科學委員會與奧斯陸挪威研究委員會間科學合作協定》                           |              |
| 1995年9月26日  | 《台北環境保護署與奧斯陸挪威研究委員會環境保護技術合作協定》                         |              |
| 2000年3月13日  | 《駐挪威台北代表處與挪威貿易委員會間關於貨品暫准通關協定》                           |              |
| 2000年4月6日   | 《中華民國對外貿易發展協會與挪威奧斯陸商會間貨品暫准通關執行議定書》                 |              |
| 2009年2月26日  | 《台灣行政院農業委員會與挪威農業暨食品部有關種子寄存於斯費巴全球種子庫（SGSV）協定》 | [ 註 1 ]     |
| 2009年6月19日  | 《中華民國國際經濟合作協會與奧斯陸商會經貿合作協定》                                 | [ 15 ]       |
| 2011年9月23日  | 《國立臺灣科技大學與挪威科技大學合作備忘錄》                                         | [ 39 ]       |
| 2011年10月     | 《財團法人工業技術研究院與Conpart科技公司合作備忘錄》                                | [ 39 ]       |
| 2014年2月17日  | 《國立臺北大學與奧斯陸大學雙方學者交換互訪及合作交流協定》                           | [ 註 2 ]     |
| 2014年5月15日  | 《臺挪投資暨貿易促進協定》                                                           | [ 註 3 ]     |
| 2019年3月28日  | 《臺挪離岸風力機安裝運維合作備忘錄》                                                 | [ 23 ]       |

## 簽證

持中華民國護照的中華民國國民簽證要求分布圖：入境挪威可以「申根區免簽證」。

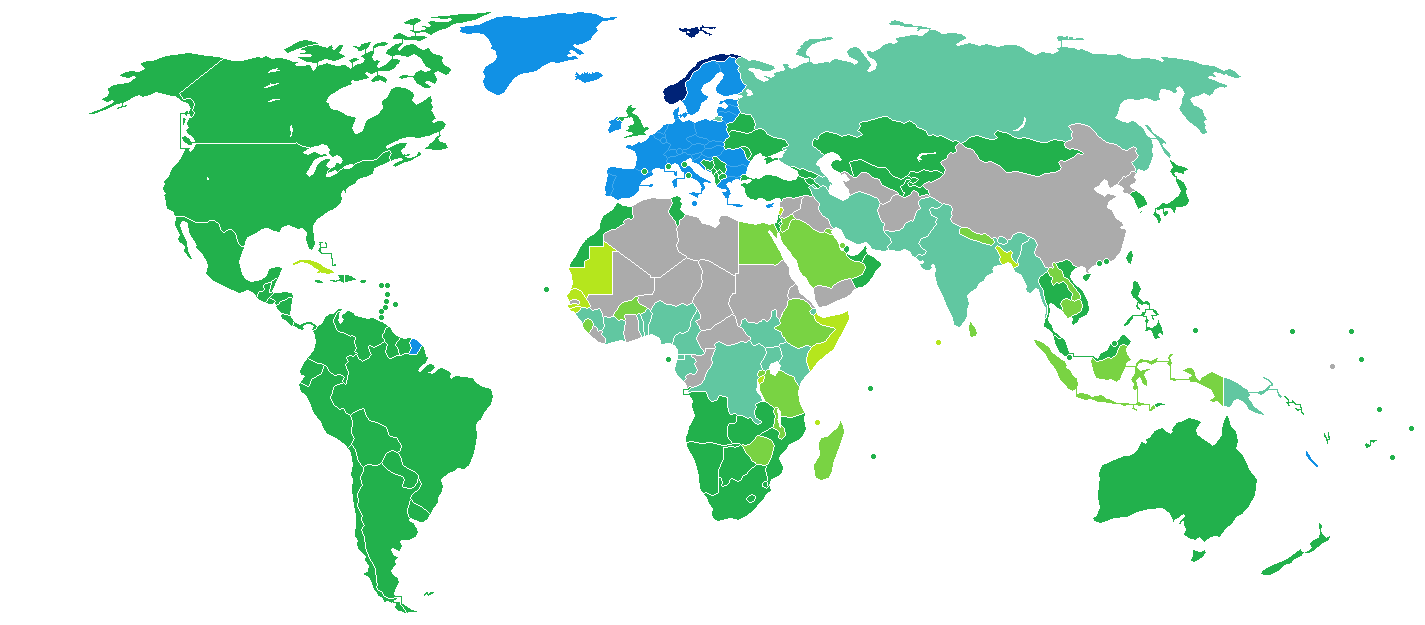
持挪威護照的挪威國民簽證要求分布圖：入境中華民國可以免簽證。

挪威尚未加入歐洲聯盟，但有簽署《申根公約》，因此實行與申根區相同的簽證政策。歐洲申根區給予持有載明身分證字號的中華民國護照之中華民國國民可以申根區免簽證入境，停留日數與申根區合併計算，每6個月期間內總計可停留90天，經挪威轉機至申根區亦可免簽證。赴挪威簽證業務由駐臺北的丹麥商務辦事處負責。
持挪威護照的挪威國民則可用「歐洲自由貿易聯盟」的身分以免簽證的方式入境中華民國，停留最多90天。

## 交通

### 航空

#### 客運
兩國無直航班機，可經由（不計航點遠近，截至2023年7月12日）：
- 臺北→首爾-仁川（*季節性包機飛挪威）、曼谷（**季節性飛挪威）、普吉*、杜拜、伊斯坦堡、倫敦、巴黎、羅馬、米蘭、慕尼黑、法蘭克福、阿姆斯特丹、維也納、布拉格（2023年7月18日開航臺北）、紐約**、洛杉磯**，再轉機前往挪威的國際機場（英语：List of airports in Norway）。
- 臺中→首爾-仁川*[註 4]、→挪威。
- 高雄→首爾-仁川*、曼谷**→挪威。
- 花蓮→首爾-仁川*（包機飛花蓮）→挪威。

### 駕車
持有中華民國國際駕駛執照可在挪威駕車3個月。

## 外部連結
- 中華民國外交部－挪威王國簡介 （页面存档备份，存于）
- 駐瑞典台北代表團
- 外交部領事事務局－國外旅遊警示分級表
- 中華民國衛生福利部－國際旅遊疫情建議等級
- 中華民國國際經濟合作協會 （页面存档备份，存于）
- 挪威臺灣商會的Facebook專頁